# Au soleil
Au soleil är en låt framförd av den franska sångerskan Jenifer. Den är skriven av Hocine Hallaf. CD-singeln släpptes den 28 juli 2002 och senare även för digital nedladdning. Låten som är Jenifers andra singel efter debuten "J'attends l'amour", kommer från hennes självbetitlade debutalbum Jenifer.
Singeln debuterade på tionde plats på den franska singellistan och nådde andra plats som bäst. Den låg totalt 24 veckor på topp-100-listan, varav de 12 första inom topp-10. Den blev även en hit i Vallonien och låg 17 veckor på den belgiska singellistan där den nådde fjärde plats. På den schweiziska singellistan nådde den sextiotredje plats och låg på listan i 8 veckor. Den tillhörande musikvideon till låten hade fler än 200 000 visningar på Youtube i mars 2013.

## Listplaceringar
| Lista               | Topplacering |
| ------------------- | ------------ |
| Belgien (Vallonien) | 4            |
| Frankrike           | 2            |
| Schweiz             | 63           |